# Haydeé Cáceres
Haydeé Estela Cáceres Oblitas (Lima, 7 de marzo de 1950) es una primera actriz peruana. Es egresada del Instituto Nacional Superior de Arte Dramático, donde empezó su carrera como actriz de teatro.
Cáceres ha prestado su voz para doblajes de telenovelas brasileñas como Papá héroe y Señorita Flor. Además, ha participado en obras de radio-teatro como Simplemente María, Natacha y La fábrica.
Fue protagonista de la película El corazón de la luna, interpretando a M.

## Filmografía

### Televisión
| Año              | Nombre                                                 | Rol                                          | Notas                             |
| ---------------- | ------------------------------------------------------ | -------------------------------------------- | --------------------------------- |
| 1983             | Gamboa                                                 |                                              |                                   |
| 1992             | La Perricholi                                          | Valdetrudi                                   |                                   |
| 1993             | Bolero                                                 |                                              |                                   |
| 1993             | Tatán                                                  | Mamá de Tatán                                |                                   |
| 1994-1995        | Los de arriba y los de abajo                           | Rosario «Rosarito»                           |                                   |
| 1995             | Los unos y los otros                                   |                                              |                                   |
| 1996             | Tribus de la calle                                     |                                              |                                   |
| 1997             | Todo se compra, todo se vende                          |                                              |                                   |
| 1999-2001        | La paisana Jacinta                                     | Varios roles                                 |                                   |
| 2000             | Pobre diabla                                           | Rufina Pérez                                 |                                   |
| 2001             | Soledad                                                | Margarita Reyes                              |                                   |
| 2002-2003        | Qué buena raza                                         | Rosa de Ramírez                              |                                   |
| 2003             | Demasiada belleza                                      | Inmaculada de Pajuelo                        |                                   |
| 2004             | Tormenta de pasiones                                   | Rufina                                       |                                   |
| 2005             | Chacalón, el ángel del pueblo                          | Doña Lucila                                  |                                   |
| 2005             | Jacinta                                                | Varios capítulos (solo por cuatro capítulos) |                                   |
| 2006             | Lobos de mar                                           | La vieja                                     |                                   |
| 2006             | Camino a casa                                          | Abuelita                                     |                                   |
| 2006             | Pide un milagro                                        | Amparo                                       |                                   |
| 2007             | Perú campeón                                           | Emilia                                       |                                   |
| 2007             | Por la Sarita                                          | Madre Superiora                              |                                   |
| 2007             | Un amor indomable                                      | Otilina                                      |                                   |
| 2007             | Las aventuras de Camote y Paquete, aventura de Navidad | Abuelita                                     | 1 episodio                        |
| 2008             | Diablos azules                                         | Magdalena                                    |                                   |
| 2008             | Magnolia Merino                                        | Teodolinda                                   |                                   |
| 2009             | Clave uno: médicos en alerta                           |                                              | Segunda temporada, 1 episodio     |
| 2009, 2010, 2016 | Al fondo hay sitio                                     | Berta Domínguez                              | Personaje recurrente              |
| 2011             | Yo no me llamo Natacha                                 | Mamá Julita                                  |                                   |
| 2011             | Puertas al más allá                                    | Empleada Ana María                           | Episodio: El portal               |
| 2011             | La santa sazón                                         | María Milagros Talabera                      | Actriz invitada                   |
| 2011             | Corazón de fuego                                       | Vidente                                      |                                   |
| 2011             | El especial del humor                                  |                                              |                                   |
| 2011-2012        | Yo no me llamo Natacha                                 | Mamá Julita                                  |                                   |
| 2013             | Ciro, el ángel del Colca                               | Rosario García                               |                                   |
| 2013             | Solamente milagros                                     | Sarita                                       | Episodio: En familia              |
| 2013             | Derecho de familia                                     | Juanita                                      | 2 episodios                       |
| 2014             | La paisana Jacinta                                     | Varios roles                                 |                                   |
| 2015             | Relatos para no dormir                                 | Carmen                                       | Dirección: Pedro Flores Maldonado |
| 2016             | Mis tres Marías                                        | Josefina Benítes Vda de Rivera               |                                   |
| 2016             | El candidato                                           | Mamá de Amaru (Ollanta Humala)               |                                   |
| 2017             | El wasap de JB                                         | Guillermina                                  | Invitada                          |
| 2017             | Colorina                                               | Tomasa                                       | Invitada                          |
| 2018             | Mi esperanza                                           | Teresa                                       | Invitada                          |
| 2018             | Ojitos hechiceros                                      | Enriqueta                                    | Invitada                          |
| 2019             | Señores papis                                          | Míriam                                       | Invitada                          |
| 2019             | En la piel de Alicia                                   | Teresa                                       |                                   |
| 2019             | El cártel del humor                                    |                                              | Invitada                          |
| 2020             | La rosa de Guadalupe Perú                              | Gertrudis                                    | Episodio: «Cristinita»            |
| 2022             | Maricucha                                              | Clarita                                      |                                   |
| 2024–2025        | Nina de azúcar                                         | Emma / Esmeralda                             | Reparto principal                 |

### Cine
| Año  | Nombre                                      | Rol                             | Notas                                                                         |
| ---- | ------------------------------------------- | ------------------------------- | ----------------------------------------------------------------------------- |
| 1983 | La familia Orozco                           |                                 | Protagonista                                                                  |
| 1986 | Los Shapis en el mundo de los pobres        |                                 |                                                                               |
| 1988 | Juliana                                     |                                 |                                                                               |
| 2002 | La herida de mi abuelo                      |                                 | Cortometraje                                                                  |
| 2006 | Hasta que la muerte los separe              | Doña Francisca viuda de Morales | Cortometraje dirigido por Roberto Quezada                                     |
| 2010 | Contracorriente                             | Trinidad                        |                                                                               |
| 2014 | Sebastian                                   | Maria de los Ángeles            |                                                                               |
| 2017 | La paisana Jacinta en búsqueda de Wasaberto | Guillermina                     |                                                                               |
| 2018 | Utopía                                      | Cloti                           |                                                                               |
| 2018 | Asu mare 3                                  |                                 |                                                                               |
| 2022 | El corazón de la luna                       | M                               | Dirigida por Aldo Salvini. Nominada al Óscar de Mejor Película Internacional. |
| 2023 | Sugar en aprietos                           |                                 | Dirigida por José Salinas                                                     |
| 2024 | Chabuca                                     | Estela                          | Película basada en la vida de Ernesto Pimentel                                |

## Teatro
| - El mar - Llovido del cielo - Ollantay - Los papeles del infierno - La buena sopa - Conisaya - 6 personajes en busca del autor - Los Papeles del Infierno - Un tambor diferente - Golconda - Las Troyanas - Navidad peruana - Medea - Yerma - Rebeca - La Vida es Sueño - Maria Estuardo - Un Tranvía llamado deseo - Chis-mes | - Sor-presas - El ángel enterrado - Ruidos en la casa - Cuadrando el círculo - La Chicha está fermentando - Pequeñas certezas - Luv - Señoritas a Disgusto - Dos viejas van por la calle - Divina Pajarraca - A pie, descalzos ¡vamos! - Un Don Juan en el infierno - Pequeñas certezas - Nuestro pueblo (2012-2013) - Casa de muñecas (2013) - Ricardo III (2013) - Indicios (2015) - Canción de cuna para un Anarquista (2016) |

### Teatro infantil
- La gallinita sembaradora
- El chivo egoísta
- Hansel y Gretel
- Saltimbanquis
- Rescatemos los juguetes
- El Mago de Oz
- Aladino
- La bella durmiente
- La bella y la bestia
- cuentos de navidad

### Monólogos
- El espejo no hace milagros
- Sin ton ni son
- La Napoleona
- Abuse usted de las cholas

## Premios y nominaciones
| Año  | Premio                                   | Categoría                   | Trabajo               | Resultado | Ref.        |
| ---- | ---------------------------------------- | --------------------------- | --------------------- | --------- | ----------- |
| 2013 | Premios Luces de El Comercio             | Actriz de reparto de teatro | Ricardo III           | Nominada  |             |
| 2021 | Sydney Science Fiction Film Festival     | Mejor actriz                | El corazón de la luna | Ganadora  | [ 3 ] [ 4 ] |
| 2022 | The Boston Science Fiction Film Festival | Mejor actriz                | El corazón de la luna | Ganadora  |             |